# Rakismeer
Het Rakismeer, Zweeds: Rakisjärvi, Samisch: Rágesjávri, is een meer in Zweden. Het meer ligt in de gemeente Kiruna op 587 meter hoogte. Het water in het meer komt uit de de Vallasrivier en stroomt de Rakisrivier in weg.
afwatering: meer Rakismeer → Rakisrivier → meer Torneträsk → Torne → Botnische Golf